# 南國少年奇小邪
《南國少年奇小邪》（日语：南国少年パプワくん），是日本女性漫畫家柴田亞美的日本漫畫作品，在1991年4月号到1995年6月号在艾尼克斯《月刊少年GANGAN》連載，全56話，單行本共7集。
《南國少年奇小邪》中文版為台灣大然文化發行。漫畫曾改編電視動畫，台灣緯來日本台譯為《南國少年》播出。也曾改編為電玩。
後來，續作《PAPUWA》曾在2004年至2008年一樣在同漫畫雜誌連載。

## 概要
為搞笑漫畫，偶有感人場面。漫畫中的角色全是男性，女性角色只有一名，這也是柴田亞美的漫畫特徵。
這也是柴田亞美的第一部漫畫，為了畫漫畫，沒多久她就辭去廣告公司的工作。

## 內容大綱
採取大然文化的譯名。
河馬幫（又譯眼魔團）的少主新太郎奪走幫內「藍秘石」，河馬幫陸續派出各種高手前去追討。新太郎逃亡到「奇邪島」，島上住著各種奇怪並會說人話的生物，唯一的人類是叫「奇小邪」的怪力小男孩。故事「河馬幫」、「奇邪島」與「秘石」三個主題與眾多的角色下展開了。

## 登場人物

### 主角
- 巴布華 （パプワ）（配音員：田中真弓／香港配音：黄玉娟）
島上唯一的人類，12月24日生，6歲。赤之秘石的繼承人。二眼都是秘石眼的怪力男孩，可以走在垂直90度的山坡，隨意舉起大石等。和島上所有的生物都是好朋友。
  - 續作PAPUWA中，中譯名改為「趴噗」。
- 恰比 （チャッピー）（配音員：增岡弘）
恰比的好友，是島上唯一不會說話的動物。後來得知他和奇小邪是外來的漂流者，所以和島上生物不同。
- 新太郎（シンタロー）（配音員：綠川光／香港配音：罗伟杰）
本故事真正的主角，24歲，生日原訂在5月24，和作者同日，但後改為5月12日。 為河馬幫主的兒子，但從小喜歡叔叔甚於父親。得意技為眼魔砲。故事最後發現他和父親其實沒有血緣關係，但最後還是繼承了河馬幫。
  - 續作PAPUWA中，中譯名改為「信太郎」。
- 伊藤 （イトウくん）（配音員：玄田哲章）
巨大蝸牛，因為是蝸牛所以是雌雄同體，和小湯仔一樣極度迷戀新太郎。
- 小湯仔 （タンノくん）（配音員：難波圭一→西村智博（後改名西村朋紘））
長腳雕魚，和伊藤一樣極度迷戀新太郎。後在相親事件中發現是男兒身，嬰兒時期父母覺得他的腿很漂亮，就將他當女兒養，卡通版中腳上的絲襪是腿毛編成。
  - 續作PAPUWA中，中譯名改為「湯頭」。

### 秘石
有紅藍二顆，據說二顆皆得到者方能取天下。秘石可以自由創造人類靈魂及軀體做為自己的黨羽。秘石也會自己說話，或透過其他動物代言。二顆秘石之間也是開啟異世界大門的「鑰匙」，缺一不可，但他們一直暗地較勁、勾心鬥角。
- - 秘石看守人「強恩」和「亞斯」的名字合併為JANUS，是羅馬神話中天門的守護神。

#### 秘石看守人
- 強恩 （ジャン）（配音員: 森川智之）
服霧年輕時的好友，曾一起為河馬幫上戰場。後被魯撒發現是紅秘石創造的人而被殺，意外造成服霧自殘的事件。和新太郎的長相很相似。後期發現他在奇邪島上，經長時間的肉體回復，為紅秘石的看守人。
- 亞斯 （アス）
在漫畫最後一集才出現，紅秘石在「白新太郎」嬰兒時期就制作了「新太郎」的靈魂置於其內，但又被藍秘石發現，就把新太郎的靈魂改成自己的部下，成為是「亞斯」。為藍秘石創造的守護者。

### 河馬幫
ガンマ団，又譯眼魔團，是殺手集團。團內成員在劇中被認為是馬克在各地蒐集來的美男子。

#### 青之一族
藍秘石創造的人類，河馬幫的創建者。由於基因的關係，族人都為金髮藍眼，沒有黑髮的後代。且大部份都具有一眼為秘石眼，秘石眼是使用超強秘技眼魔炮的要素。有少數二隻秘石眼的人，力量更為強大。
- 嵐的四兄弟（嵐の４兄弟）

代表藍一族的兄弟，嵐的四兄弟的名稱由來是他們的第一代聲優在CD中收錄的合唱歌名，並不是漫畫裡的正式名稱，但被讀者使用為通稱。
- - 馬克總帥（マジック総帥）（配音員：速水獎）

一度譯名魔術總帥（原名マジック為Magic之意），河馬幫的頭目，4兄弟中的大哥。二眼都是秘石眼。對新太郎過份地溺愛，從小稱他為小新，會一邊流鼻血一邊縫製新太郎的娃娃。但是實力真的很強。12月12日生。
  - 續作PAPUWA中，中譯名改音譯為「麻吉庫」。

  - 魯撒 （ルーザー）（配音員：鹽澤兼人）

已死亡。4兄弟中排行第二。因暗殺了弟弟服霧的好友，導致服霧自殘地挖掉自己的秘石眼，之後痛苦地帶著自殺的衝動，自願調往戰況最慘烈的地區，並在該處戰死。得年24。生日是6月12日。
魯撒的個性不明，在二個弟弟眼中分別為天使和惡魔。
  - 哈雷姆（ハーレム）（配音員：鈴置洋孝）

4兄弟中排行第三，和服霧是雙胞胎。2月14日生。左眼是秘石眼。擁有像舞獅一般的頭髮。是兄弟中最粗暴的。在河馬幫中是特種部份的隊長，有4名手下。續作中個性大變，興趣是賭馬。
  - 服霧 （サービス）（配音員：目黑裕一）

サービス為SERVICE，服務之意。4兄弟中最小的，和哈雷姆是雙胞胎。2月14日生。右眼是秘石眼。擁有柔順的長直髮和優雅的儀態，因此被哈雷姆故意吐槽為魔女。是新太郎從小崇拜的對象，稱他為「美貌的叔叔」。
  - 續作PAPUWA中，中譯名改音譯為「殺必死」。

- 4兄弟的其他親人
  - 新太郎 （シンタロー）（配音員：綠川光）

見主角群說明。
  - 小太郎 （コタロー）（配音員：大谷育江）

馬克的兒子，新太郎的弟弟。在嬰兒時期被馬克看出有二眼都是秘石眼，因怕他不能控制自我，一直被囚禁著，也是造成新太郎和馬克不合的原因。和魯薩一樣沒有善惡的區分能力，後來一度暴走，和白新太郎一同想殺死馬克等人，後來失敗，陷入長期沉睡。是續作PAPUWA的主角群之一。和奇小邪的生日同一天，12月24日。
  - 白新太郎 （白シンタロー）（配音員：森川智之）

新太郎的身體真正的主人，在新太郎小時候一直沉睡著，作中後期覺醒，並將新太郎的靈魂趕出去，霸佔此身體，由於是剛醒之靈魂，有如初見世間，看什麼都新奇。也因突然出現，他原本沒有名字，被稱作白新太郎，外表是藍秘石的後代（金髮藍眼）般，後來被取名キンタロー（キン為「金」之意，名字意指金髮的新太郎），實際上是飾演新太郎的聲優綠川光取名，漫畫中為高松取名。和新太郎同為5月12日生。
  - 續作PAPUWA中，變成西裝紳士，有頭腦很好，冷靜處世的形象。中譯名改為「錦太郎」。

  - 群馬 （グンマ）（配音員：中原茂）

和新太郎同年齡，是新太郎的表弟。原本被認為是魯撒的兒子，後期被發現其嬰兒時期被高松和服霧調包，所以實為馬克的兒子。由於一直被當魯撒的兒子，代養育者為高松博士。從小被過份溺愛，雖然和新太郎同年，心理年齡和小孩子相同，常向新太郎挑戰，失敗後邊哭著邊寫在日記上。5月24日生。

#### 團員
- 特殊團員
  - 提拉米斯 （ティラミス）（配音員: 原田正夫）

4月12日出生。馬克總帥的近侍。
  -  巧克力羅曼史 （チョコレートロマンス）（配音員: 根元幸多）

8月12日出生。馬克總帥的近侍。
  -  高松博士 （ドクター高松）（配音員: 山崎たくみ）

3月12日出生。因為仰慕死去的魯撒，將養育群馬長大的人。對於群馬過份溺愛，看到群馬時常噴鼻血。喜歡發明怪藥。擔任河馬幫殺手培養學校的校醫，造成宮木、鳥取、浩二和嵐山等人有慘痛的過去。和服霧是學生時代的好友，曾因怪藥造成校內比賽的投注失利，後向服霧借了4萬元，直到現在都沒還。和服霧是好友，一起做了將嬰兒的群馬和新太郎調包計畫。
  - 強恩 （ジャン）（配音員: 森川智之）

服霧年輕時的好友，曾一起為河馬幫上戰場。後被魯撒發現是紅秘石創造的人而被殺，意外造成服霧自殘的事件。和新太郎的長相很相似。後期發現他在奇邪島上，經長時間的肉體回復，為紅秘石的看守人。

- 特種部隊
  - 哈雷姆 （ハーレム）（配音員：鈴置洋孝）

團長，詳見嵐的4兄弟。
  - 里奇特 （リキッド）（配音員：高橋廣樹）

美國人。5月21日生。因為喜歡小動物，最後留在奇邪島。必殺技：電磁波（プラズマ）。
續作PAPUWA中，成為主角，譯名改為「立基特」。許多往事被披露出來，例如他是在16歲時在遊樂園被哈雷姆誘拐成隊員，經歷許多慘無人道的訓練等等。父親現身，為美國大總統。最喜歡的是「那個樂園」，為作者影射迪士尼樂園。
  - 馬卡 （マーカー）（配音員：小西克幸）

中國人。1月21日出生。使用火炎技，是嵐山的師父。必殺技：蛇炎流。
  - 續作PAPUWA中，中譯名改為「馬紹」。

  - G （配音員：乃村健次）

德國人。11月21日出生。個性沉默很少說話。必殺技：地爆波。
  - 羅得 （ロッド）（配音員：永野善一）

義大利人。8月21日出生。個性輕浮。 必殺技：羅刹風

- 團員
  - 東北宮木 （東北ミヤギ）（配音員: 島田敏）

1月12日出生於宮成縣，必殺技「判官筆」（生き字引の筆）。
使用巨大的毛筆在敵人身上寫字，敵人就會被催眠成所寫之物，缺點是只能寫漢字。曾長時間被新太郎用判官筆在身上寫「植物」，後一腳踩在盆栽中行光合作用，後曾結果實「仙台銘菓：萩之月」。和新太郎是學生時代的朋友。和鳥取的感情特別好。
  - 續作PAPUWA中，中譯名改為「宮城」。

  - 忍者王鳥取 （忍者トットリ）（配音員: 彩乃木崇之）

2月12日出生於鳥取縣，必殺技「天變地動木屐占卜術」（天変地異ゲタ占いの術）。
木屐的每個平面寫著不同的天氣，以丟木屐的方式使寫著的天氣成真。和新太郎是學生時代的朋友。和宮木的感情特別好。
  - 續作PAPUWA中，中譯名改為「十鳥」。

  - 博多豬太 （博多ドン太くん）（配音員: （少年）高山勉 、（大人）島香裕）

7月12日出生於福岡縣，必殺技「九州男兒雷電攻擊」。
作者利用博多有名的豚骨拉麵搞笑。豬太帶著一隻名叫小胖胖的豬，遇到敵人時小胖胖會自己進入鍋子煮拉麵，豬太吃了拉麵就會很有力氣。
  - 祇園假面 嵐山 （祇園仮面アラシヤマ）（配音員: 鹽屋翼）

9月12日出生於京都府，必殺技「平等院鳳凰堂極樂鳥之舞」（平等院鳳凰堂極楽鳥の舞）、炎龍拳、極炎舞。
初現時以京都名物生八橋（生八つ橋）攻擊。有特異體質，身體很容易冒火，得意技為各種火燄攻擊，是特種部隊中馬卡的徒弟。和新太郎是學生時代的朋友，但一直被認為很顧人怨，沒有朋友，一直希望能找到朋友，並和新太郎成為心友。曾經有蝙蝠哲學君做伴，但後來也離開他，現在的朋友是畫漫畫用的人型娃娃。
  - 武者浩二 （武者のコージ）（配音員:菊池正美）

  - 11月12日出生於廣島縣，必殺技不明。

初登場時帶著巨大的錦鯉衣笠，後又曾與大鯰魚黑皮仔搭檔。善用刀，為了自己沒有響亮的必殺技名稱苦惱中。
  - 續作PAPUWA中，中譯名改為「高次」。還與從小失散的妹妹重逢。

  - 津輕喬克 （津軽ジョッカー）（配音員:園部啓一）

2月6日出生於青森縣，必殺技「海嘯狂濤舞曲」。
長得和小太郎很像，利用這個迷惑新太郎。使用三味線。
  - 名古屋維路 （名古屋ウィロー）（配音員:鈴木勝美）

10月12日出生於愛知縣，必殺技「黑魔術名古屋風」。
魔法師的造型，在一夜晚潛入奇小邪與新太郎的住所，伺機欲將準備好的魔法藥讓新太郎喝下，不料奇小邪和恰比睡得很不安份，結果一不小心維路自己喝到魔法藥，變成蝙蝠，成為唯一在新太郎還不知道殺手已前來，就已失敗的角色。在最後一集變回人類。
  - イバラギ（配音員：中村大樹）

卡通版才出現的角色。12話･18話登場。
  - 甲子園球児（配音員：山崎たくみ）

卡通版才出現的角色。15話登場。
  - 別府丸（配音員:広森信吾）

卡通版才出現的角色。。27話登場。
  - 日光猿王（配音員：小野健一）

卡通版才出現的角色。34話登場。
  - トウキョウ（配音員：矢尾一樹）

卡通版才出現的角色。35話･36話登場。

### 島上居民
島上的原住居民為各種珍奇異獸，也被稱為「生鮮類」，幾乎所有的動物都有說人語的能力。
- 伊藤 （イトウくん）（配音員：玄田哲章）
見主角群說明。
- 小湯仔 （タンノくん）（配音員：難波圭一→西村智博（後改名西村朋紘））
見主角群說明。
- 卡姆伊爺爺 （カムイじいちゃん）（配音員：緒方賢一）
貓頭鷹。是小邪的爺爺。實為將漂流的小邪嬰兒和恰比撿回扶養的人。為島上原本的長老。已死亡，會以靈魂出現。有穿越時空的能力，能將人帶去想去的地方。
- 阿香 （カオルちゃん）（配音員：松下美由紀→中村大樹）
大螯蝦，有剪頭髮的技能。曾幫宮木把長髮理短。
- 久保田 （クボタくん）（配音員：園部啓一）
大電鰻。擁有三百萬伏特的電力。（據說一般電鰻只有三百伏特）。與博多豬太一戰中被做成蒲燒鰻。後有後代出場。
- 中村 （ナカムラくん）（配音員：園部啓一）
浣熊。時常和江口走在一起。如果看到新奇的東西來到島上，就會想用10圓硬幣去刮刮看。
- 江口 （エグチくん）（配音員: 河南利江→深水由美）
看起來像兔子其實是更格盧鼠屬（Kangaroo rat）。長尾巴是特徵。
- 海神醉萊達 （お花見怪獣ヨッパライダー）（配音員：郷里大輔）
太古時代就存在的奇邪島海洋守護神，不喜歡除了小邪以外的人類，特別是青之一族。和卡姆伊為少數知道奇邪島過去的人。會在一年一度的賞花季出現，和大家一起大喝大鬧。特殊表演技能是火山煙火。
- 哲學君 （テヅカくん）（配音員：白鳥由里）
蝙蝠，曾和嵐山很好，後來跟變成蝙蝠的維路一起逃走。是島上難得不會說話的動物。
- 小蚯 （シミズくん） (配音員：沼田祐介）
- 馬米亞 （マミヤくん） (配音員：園部啓一）
深海魚類，鮟鱇，在漫畫第5話出現，立刻因缺氧而死，後被煮成火鍋，之後以靈魂的姿態出現幾次。
- 阿伸 （ナカイくん）（配音員：柏倉つとむ）
大電鰻。擁有三百萬伏特的電力。（據說一般電鰻只有三百伏特）。與博多豬太一戰中被做成蒲燒鰻。後有後代出場。
- 海岸 （ウミギシくん）（配音員：松本保典）
上半身是人類的美男子，腰部以下是烏賊。原本是小湯仔的相親對象。
- 伊服克 （イフクさん）（配音員：神代知衣）
一直在吃東西的阿古屋貝，是海岸的好友。
- 長良川的鵜鶘 （長良川の鵜）（配音員：鹽屋翼）
鵜鶘。
- 阿忍 （ユキノブくん）（配音員：鹽屋翼）
阿拉伯馬。時常處於暴走狂奔狀態。
- （ミヤモトくん）（配音員：園部啓一）
鴕鳥。
- 卡琳 （フクダくん）（配音員：中友子）
黃猩猩蠅（ショウジョウバエ）。女的？
- 卡達 （カタミくん）（配音員：飛田展男）
黑猩猩蠅 （ショウジョウバエ）。男的。
- 黑皮仔 （ナマツメハーガス）
大鯰魚。後來成為浩二的新搭檔。
- 阿土 （モックン）（配音員：櫻井敏治）
穿著四角褲的超巨大鼴鼠。
- 小螞 （オックン）（配音員：中原茂）
螻蛄。
- 阿球 だんちゃん（配音員：菅原淳一）
球蟲（ダンゴムシ）。
- 沙克 （ホサカくん）（配音員：園部啓一）
子守蛙。
- 小玉 （タマちゃん）
沙克的女兒，是比父親體型還巨大的蝌蚪。因為是嬰兒所以不會說話。
- 遠藤 （エンドウくん）（配音員：梅津秀行）
活了一百年的蟬的幼蟲，雖然蟬變成成蟲後很快會死，但他還是夢想成為成蟲。最後實現願望而死。
- 長良川的鵜鶘 長良川の鵜（配音員：鹽屋翼）
鵜鶘。
- （マツオカくん）（配音員：園部啓一）
神蜻蜓的一員。請見下方種族名說明。
- （ヨシクラくん） 
巨大的海龜。曾帶栗子和小邪到去看沉船。
- 關根 （ソネくん） 
紅秘石的看守人，上半身是人，下半身是植物的根，後被高松以強力除草劑打敗。
- 入江 （イリエくん） 
紅秘石的看守人，上半身是人，下半身是海狗，游泳高手，可以操縱水，後被嵐山以火打敗。

- 種族名
  - 腐死蝶 飛蛾 （腐死蝶 ワキ蛾）（配音員：佐藤智惠）

長得很醜並會發出惡臭，但最終型態會成為很美的人面蝴蝶。
  - 卡鼻仔　（鼻血ブースケ）（配音員：園部啓一）

會噴鼻血的巨大怪獸，常因噴太多鼻血而昏倒。
  - 續作PAPUWA中，中譯名改為鼻血噴噴獸。該生物的種族名。

  - 神蜻蜓

一種有靈感的蜻蛉。可從其翅膀中看到已死的人之影像。

### 其他角色
- 栗子 （くり子）（配音員：西原久美子）
聖誕老人的女兒，和小邪說好如果長大後有156公分就要嫁給他。
本作中唯一實質登場的女性角色。
- 阿勤 （ヨシクラくん）
栗子的交通工具，海豹。
- 衣笠
武者浩二帶來的超巨大錦鯉，據說得過世界錦鯉協會的金之鯉獎，身價高達三億日幣。後來被新太郎奪走。又因小邪聽說錦鯉身價取決身體花色，便將他的身上畫滿美麗的玫瑰花。新太郎痛哭，將他當作為鯉魚旗掛在樹上。
- 小白 （フッくん）（配音員：南央美）
從北方漂來的白色小熊。
- 小白的母親 （フッくんの母）（配音員：石井直子）

## 動畫
1992年10月10日至1993年10月2日在日本朝日電視台播出，全42集。台灣曾由緯來日本台外購播出。動畫由日本動畫公司製作。

### 每集標題
| 集數 | 標題 | 翻譯                               | 日本首播日期   |
| ---- | ---- | ---------------------------------- | -------------- |
| 1    |      | 嗯叭叭！從今以後你也是朋友         | 1992年10月10日 |
| 2    |      | 幹活吧新太郎！吃飯就要賭命         | 10月17日       |
| 3    |      | 活靈活現的判官筆！東北宮木登場     | 10月24日       |
| 4    |      | 歡迎回來老爺！奇小邪的秘密         | 10月31日       |
| 5    |      | 不在意小子 忍者鳥取來也            | 11月21日       |
| 6    |      | 奇邪島的奇異夥伴全員集合           | 11月28日       |
| 7    |      | 豚骨之力！博多豚太登場             | 12月5日        |
| 8    |      | 要大決戰了！奇邪島的森林守護神     | 12月12日       |
| 9    |      | 聖誕快樂！奇邪島的平安夜           | 12月19日       |
| 10   |      | 爆裂！火炎嵐山的大吃攻擊           | 12月26日       |
| 11   |      | 復活！宮城·鳥取的W攻擊             | 1993年1月9日   |
| 12   |      | 千鈞一髮！可偷窺記憶的秘密武器     | 1月16日        |
| 13   |      | 探險！奇邪島地底下的神祕之門       | 1月23日        |
| 14   |      | 新太郎的爸爸？馬克總帥             | 1月30日        |
| 15   |      | 珍玩球對決！刺客是甲子園球兒       | 2月6日         |
| 16   |      | 刺客武士吾次&絹笠                  | 2月13日        |
| 17   |      | 目標是可實現願望的一根竹！         | 2月20日        |
| 18   |      | 史上最強！群馬博士&機器人          | 2月27日        |
| 19   |      | 烏賊男的可怕！到處肆虐的愛的暴風雨 | 3月6日         |
| 20   |      | 人仰馬翻！奇邪島大運動會           | 3月13日        |
| 21   |      | 秘石爭奪戰！四人戰士的夢之對決     | 3月20日        |
| 22   |      | 大騷動！春天的心動野餐             | 4月10日        |
| 23   |      | 賞花怪獸 酒醉騎士出現！            | 4月17日        |
| 24   |      | 育兒中的恰比！白熊的故事           | 4月24日        |
| 25   |      | 再次登陸！天才群馬博士的新機器人   | 5月1日         |
| 26   |      | 帥氣的無敵！高松博士登場           | 5月8日         |
| 27   |      | 南國溫泉之戰！地獄溫泉別府丸       | 5月22日        |
| 28   |      | 新太郎的生日！爸爸再次登場         | 5月29日        |
| 29   |      | 永別了奇邪島！信太郎逃出           | 6月5日         |
| 30   |      | 催眠術大師！津輕小丑拜見！         | 6月12日        |
| 31   |      | 刺客威羅！名古屋的魔法師           | 6月19日        |
| 32   |      | 超人奇小邪！在移動遊樂場大鬧       | 6月26日        |
| 33   |      | 烏賊男的海切之淚！丹野的秘密       | 7月3日         |
| 34   |      | 被盯上的祕石！日光猿王和太郎       | 7月10日        |
| 35   |      | 映照過去的鏡子！魔術一族的謎團     | 7月24日        |
| 36   |      | 謎之薩比斯！捨棄祕石之眼的男人     | 7月31日        |
| 37   |      | 薩比斯登陸！新太郎的秘密策略       | 8月14日        |
| 38   |      | 對決！四人戰士VS無敵薩比斯         | 8月21日        |
| 39   |      | 奇邪島大騷動！妖怪出現了           | 8月28日        |
| 40   |      | 日暮之夢！想翱翔在那片天空         | 9月11日        |
| 41   |      | 大總統是誰！奇邪島總選舉           | 9月25日        |
| 42   |      | 再見了奇邪島！大家都是朋友         | 10月2日        |

## 外部連結
- 柴田亞美官方網站 （页面存档备份，存于）（日語）
- 月刊ガンガンNET：PAPUWA（新版）專區 （页面存档备份，存于）（日語）
- 日本Animation內作品介紹頁 （页面存档备份，存于）（日語）